# Aspidoscelis preopatae
Aspidoscelis preopatae — вид ящірок родини теїдових (Teiidae). Ендемік Мексики. Описаний у 2021 році.

## Поширення і екологія
Aspidoscelis preopatae мешкають на північному сході Сонори, між Бавіспе і Уачінерою.